# Crha z Holštejna
Crha z Holštejna byl moravský pán, jehož smrtí vymřel rod pánů z Holštejna erbu beranních rohů.
Jeho otec byl moravský šlechtic Hartman z Holštejna. První písemná zmínka o Crhovi pochází z roku 1288. Starší literatura uváděla, že Crha vstoupil do johanitské komendy, což nejnovější bádání jednoznačně vyvrátilo. Crha se věnoval výhradně světským záležitostem i kvůli tomu, že byl jediným synem svého otce. O Crhovi je velmi málo písemných zmínek. Ta poslední pochází ze 14. srpna 1308, kdy se objevuje jako zástavní držitel královského města Podivín. Krátce nato předčasně jako bezdětný zemřel. Jeho otec ho zhruba o 7 let přežil, avšak též bez dalších potomků.    

## Rodokmen pánů z Ceblovic
Radoslav z Ceblovic (1173-1227)
- Častolov z Ceblovic (1228-1249)
- Crha z Ceblovic (1226-1251)
  - Bohuš z Drahotuš (1245-1281) - zakladatel rodu pánů z Drahotuš
  - Petr (1280-1281) - dominikán
  - Hartman z Holštejna (1252-1315)
    - Crha z Holštejna (1288-1308)